# Assassinats de Burke i Hare
Els assassinats de Burke i Hare, també coneguts com assassinats de West Port (carrer de la Ciutat Vella d'Edimburg on es van produir els fets), van ser els crims de dos assassins en sèrie que cometeren els seus delictes de sang a la capital escocesa entre el novembre de 1827 i el 31 d'octubre de 1828. William Burke (1792-1829) i William Hare (1792 o 1804 -?), eren dos immigrants irlandesos provinents de la província de l'Ulster, als quals se’ls va atribuir un total de 16 assassinats. Aquesta crònica negra de principis del segle XIX, ha esdevingut un mite en la cultura popular d'Escòcia. Del seu mètode de matar va sorgir la paraula anglesa burking.

## Context històric

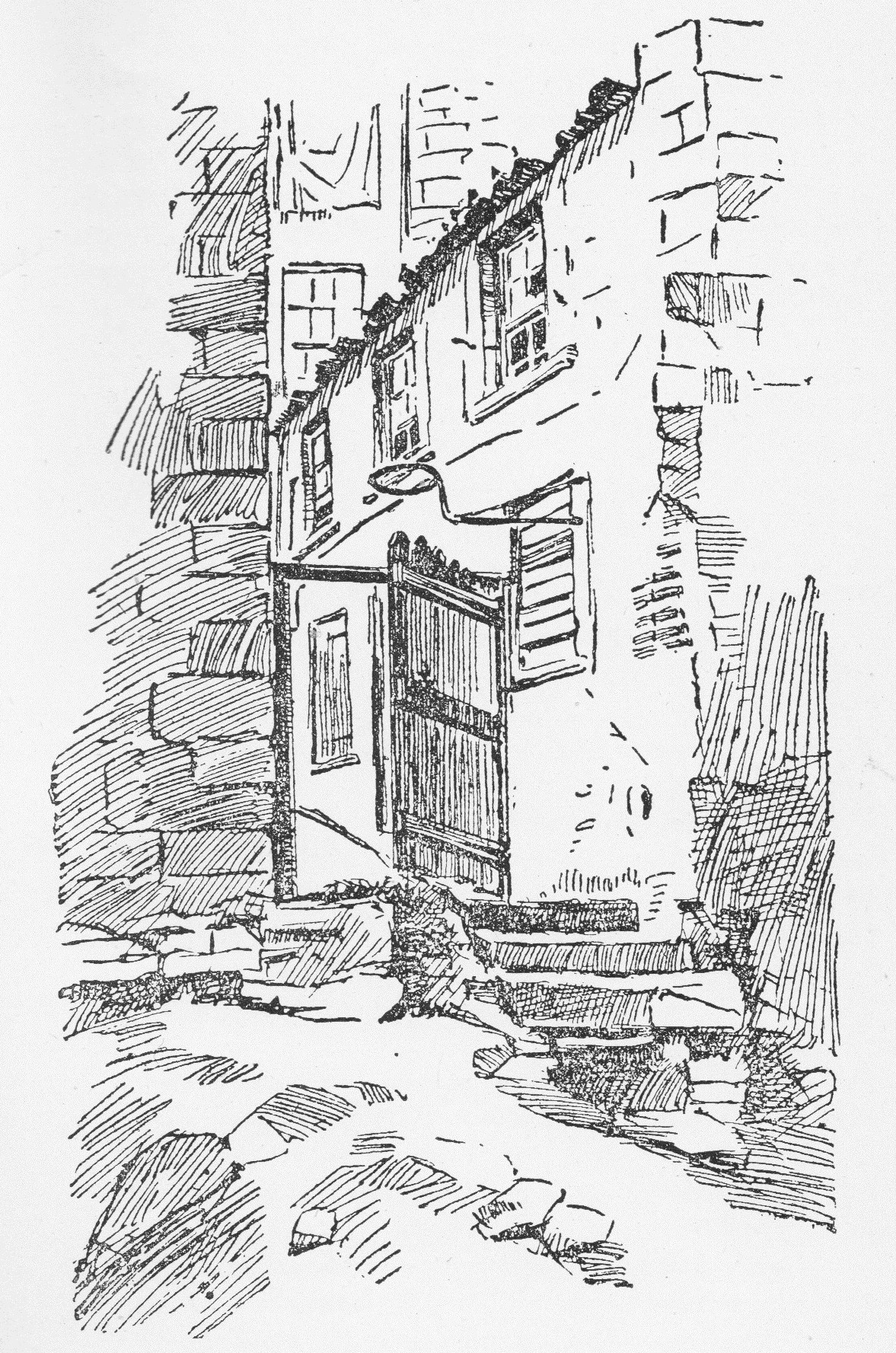
La vivenda de William Hare (1902) a Tanner's Close, abans de l'enderroc. La superpoblació en una àrea de 1,5 km. al casc antic es repartia tant a la superfície amb edificis de més de sis pisos com a dessota, l'Edimburg dels closes o carrerons tancats.

L'escassetat de cadàvers a la Facultat de Medicina de la Universitat d'Edimburg esdevenia un problema i anava relacionat amb la reducció de la pena de mort a menys delictes. L'adequació de les lleis pel que fa a la pena capital va ser gradual. A l'any 1808, la pena de mort va ser abolida per als delinqüents menors, començant un procés de reforma que va continuar durant 50 anys. El 1823 es van ampliar les possibilitats per commutar o ajornar les penes de mort per a molts crims capitals, excepte traïció i assassinat, i això va reduir el nombre d'execucions capitals en dos terços. L'exhibició pública de cadàvers executats va ser suprimida el 1832, i penjar en cadenes va ser suprimit el 1834.
A conseqüència d'això, en un període breu de temps, només hi havia dos o tres cossos a disposició d'un gran nombre d’estudiants, situació que va atraure delinqüents a la cerca d'ingressos. Les activitats dels lladres de cadàvers van causar por i repugnància per part de l'opinió pública, motiu pel qual nombrosos cementiris van augmentar la seva seguretat, aixecant murs i llocs de vigilància, i fins i tot col·locant reixes al voltant de les tombes.

## Burke i Hare

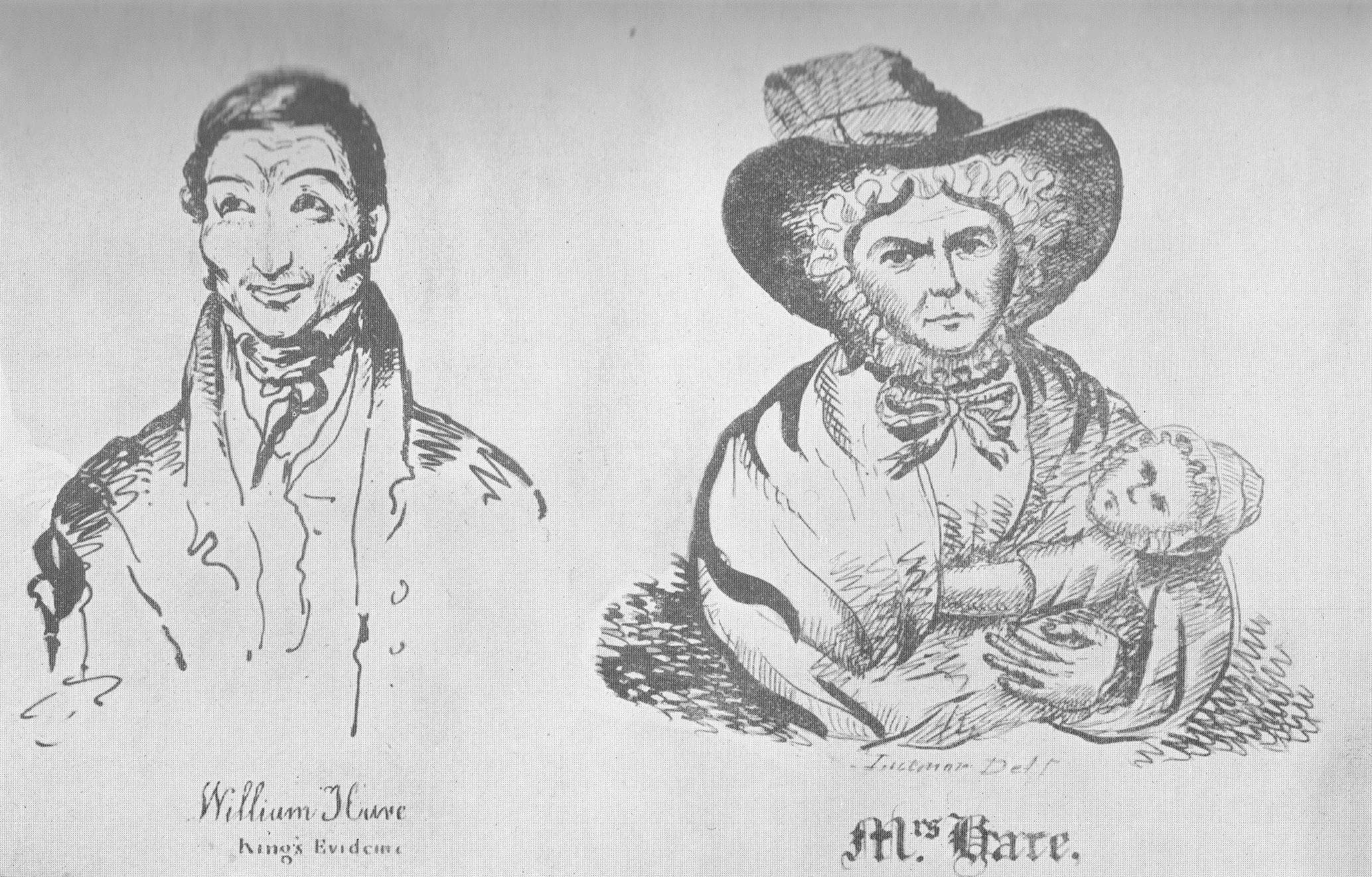
William Hare i Margaret Laird durant el judici.

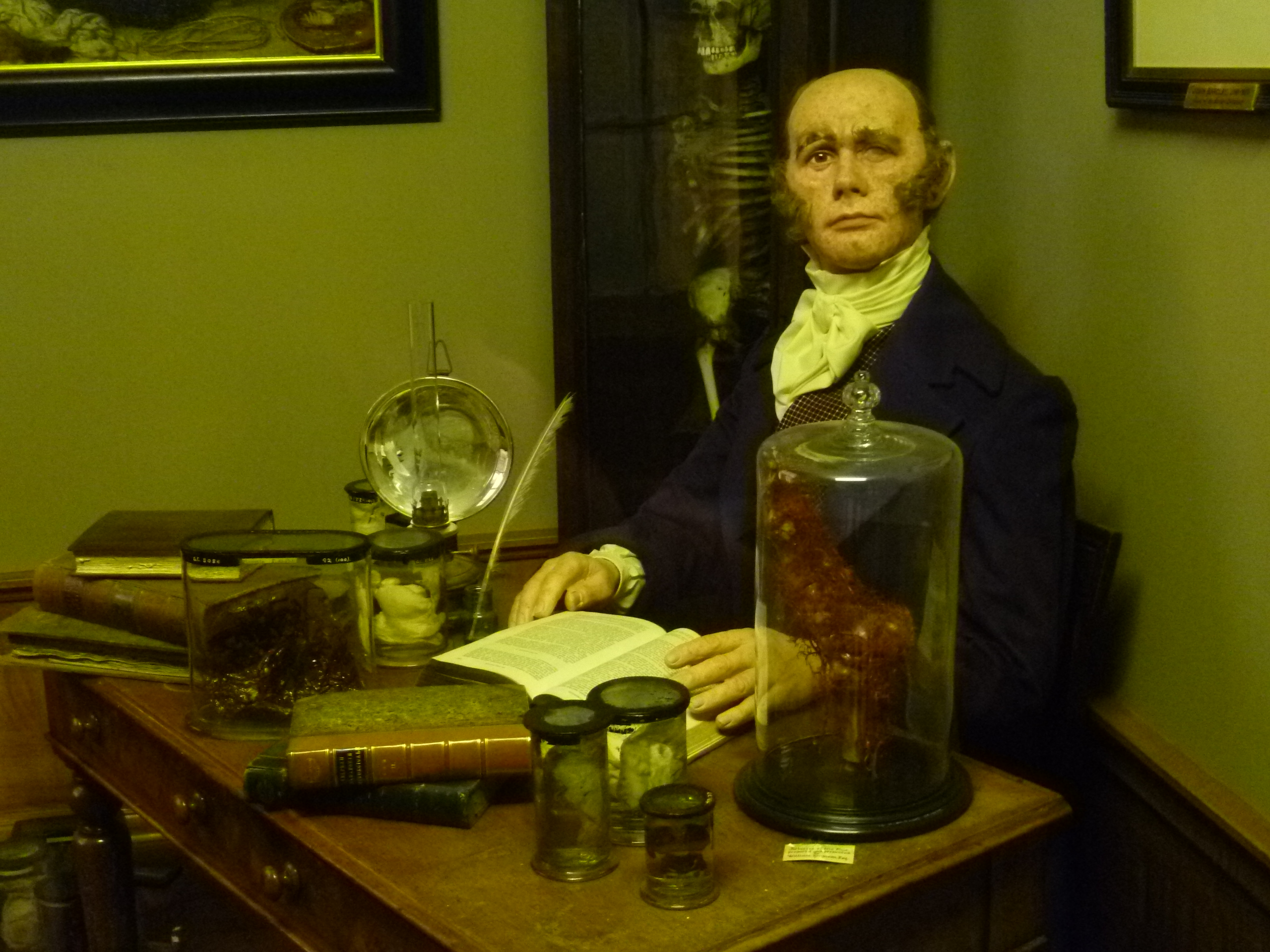
El doctor Robert Knox a la Edinburgh's Surgeons' Hall Museum

Aquesta situació va propiciar l'aparició d'aquest parell de personatges dedicats a matar captaires, malalts i prostitutes, que després venien a bon preu destinats a estudis científics. Per poder vendre els cadàvers a la facultat, les víctimes eren assassinades de tal manera que no es veiés cap rastre de violència. Del seu mètode d’asfíxia en va sortir el verb burke o el gerundi burking, derivat del nom del principal executor d'aquests crims. L’expressió significa: matar ofegant la víctima comprimint-li el tòrax i, en un sentit derivat, matar algú en silenci. El procediment era el següent: mentre que Hare subjectava a la víctima pel darrere, Burke li posava els dits índex i mitger als forats del nas mentre amb el polze li premia la barbeta impedint-li obrir la boca i ofegant-la en poc temps.

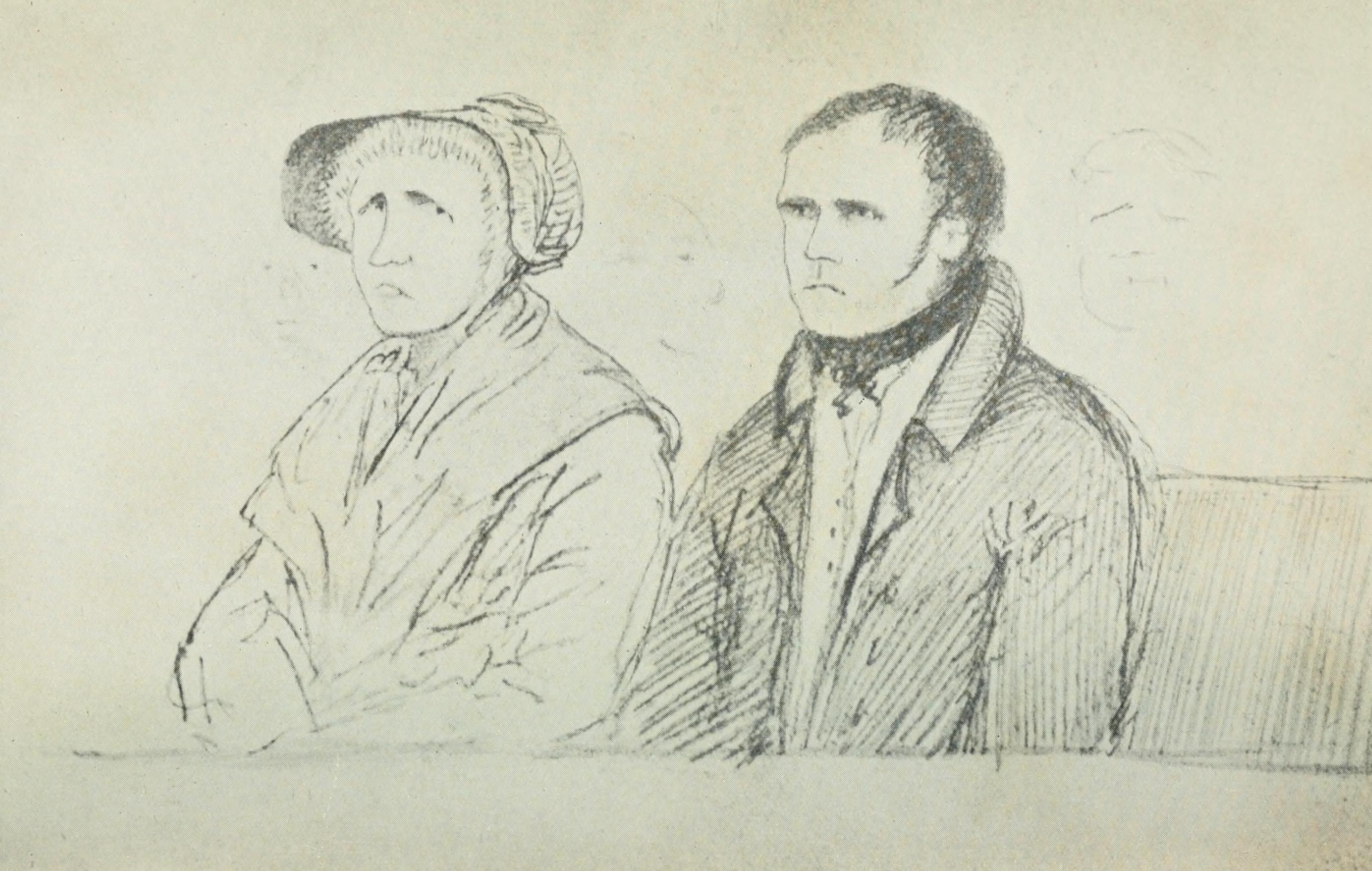
Burke i Helen McDougal a la banqueta dels acusats

Les autoritats policials van reconèixer com a comprador potencial dels 17 cadàvers identificats al doctor Robert Knox, patòleg i forense de l'Edimburg Medical College, destinats per a la dissecció i als estudis anatòmics. Als dos criminals se’ls va culpabilitzar de 16 crims sumant-t'hi un primer cos que, segons va testificar Hare, era un pensionista mort per causes naturals. Com a còmplices dels assassins hi havia l'amant de Burke, Helen McDougal, i l’esposa de Hare, Margaret Laird. Pressionat per la policia, Hare va delatar al seu col·lega a canvi de salvar la vida. William Burke va morir penjat al gener de 1829 mentre que William Hare va acabar cec i mendicant pels carrers de Londres.

## Misteripost-mortem

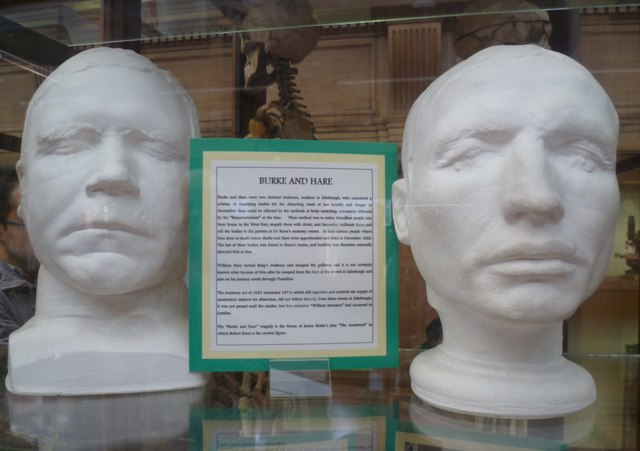
Màscares de Burke i Hare a la Edinburgh Medical School

Set anys després que Burke fos penjat, unes macabres miniatures van aparèixer enterrades en un dels turons de la ciutat. La troballa d'uns petits taüts, cadascun amb un cos a dins amb la forma d'un sinistre ninot, està exposada al Museu Nacional d’Escòcia. No s'ha pogut establir, ni menys certificar, una relació amb la parella Burke-Hare, malgrat que els seus contemporanis van pensar d’entrada que la cosa anava relacionada amb els seus crims. El cert és que es trobaren disset taüts, l'equivalent al nombre de víctimes. Per quin motiu es van fer i quina era la seva funció, és un misteri. Es cregué que representaven un funeral simbòlic, una mena d'ofrena dels mateixos assassins per purgar els seus crims o un ritus post-mortem emparentat amb el vudú. També es va dir que eren obra d’un sabater o d’un aficionat a la bruixeria.

## A la cultura popular

### Literatura

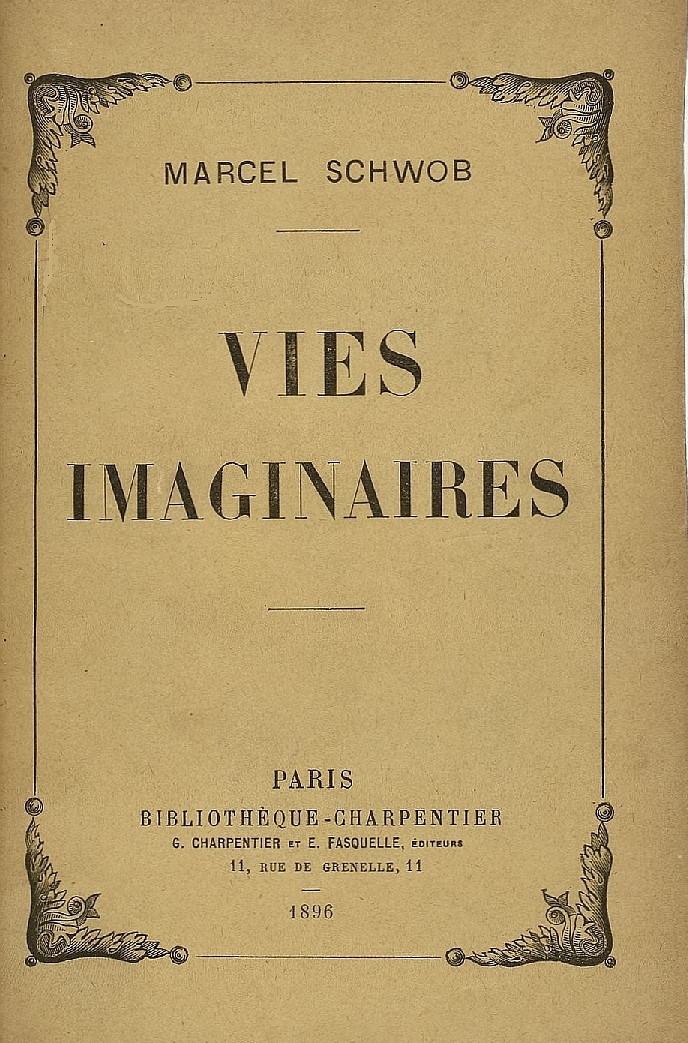
Coberta de la primera edició de Vies imaginaires de Marcel Schwob

Robert Louis Stevenson va basar-se parcialment en aquest succés per escriure la seva novel·la El lladre de cadàvers.
Marcel Schwob va escriure una biografia fictícia sobre aquests assassins amb el nom "MM. Burke et Hare, Assassins" dins del seu llibre de relats curts Vides imaginaries (1896), introduint iròniques reflexions sobre aquells crims.
Elizabeth Byrd va servir-se de la seva història en les seves novel·les Rest Without Peace (1974) i The Search for Maggie Hare (1976).

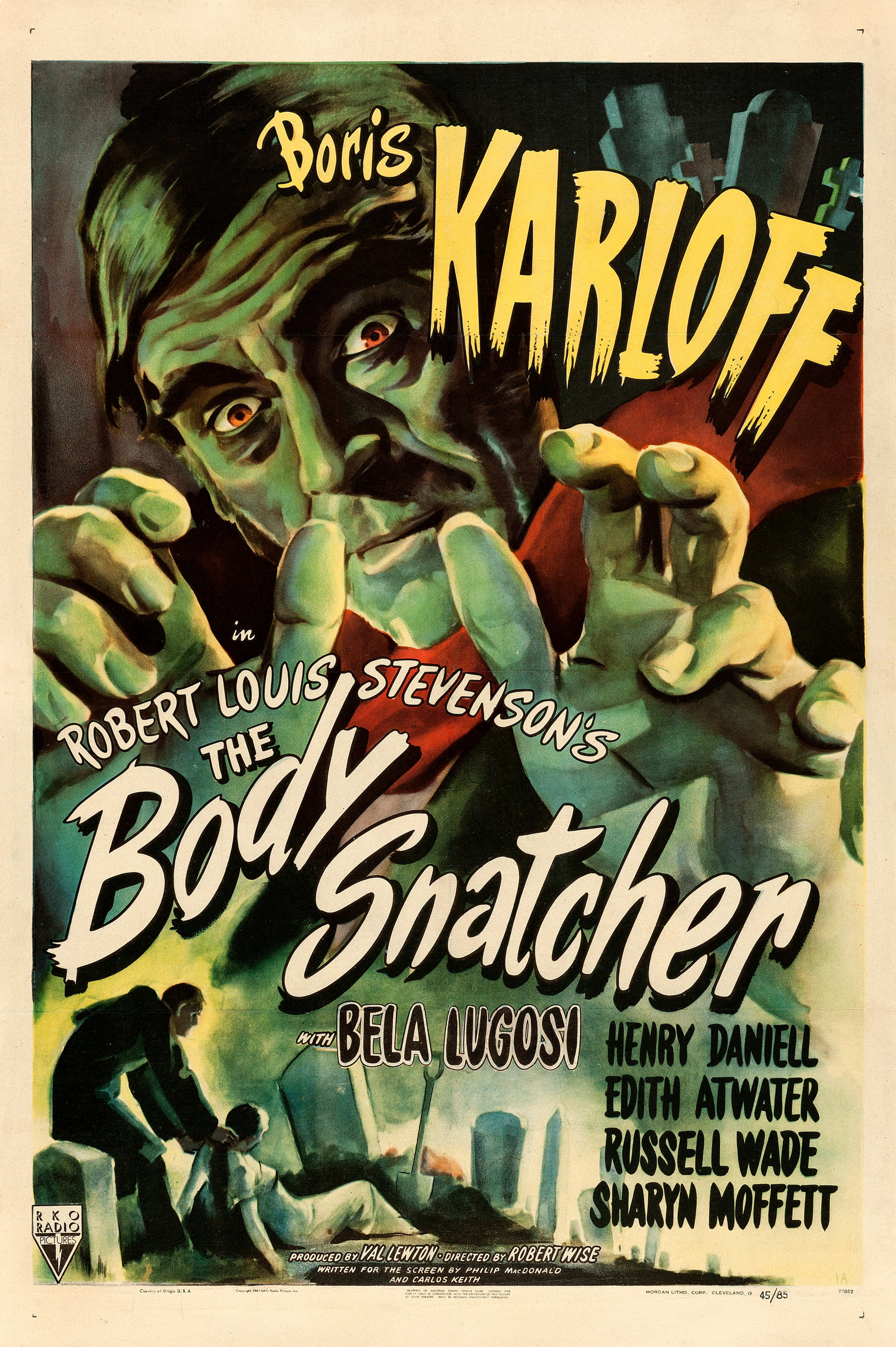
Els lladres de cossos (1945)

### Adaptacions al cinema
- 1945: Els lladres de cossos (The Body Snatcher ) de Robert Wise
- 1948: The Greed of William Hart d'Oswald Mitchell
- 1960: La carn i el dimoni (The Flesh and the Fiends) de John Gilling
- 1971: El Dr. Jekyll i la seva germana Hyde de Roy Ward Baker
- 1972: Horrors of Burke and Hare de Vernon Sewell
- 1985: The Doctor and The Devils de Freddie Francis
- 2010: Burke and Hare de John Landis

### Televisió
En el capítol de Alfred Hitchcock presenta amb el títol The McGregor Affair (1964), s'inclou a Burke y Hare com a personatges.
La producció Medicinal Purposes de la sèrie Doctor Who (2004) situa al sisè Doctor (Colin Baker) en aquella època a l’escena dels crims.
La segona temporada de la sèrie Lore (2018), dedica el seu primer capítol als dos assassins en sèrie.